# Gerhardt Ahl
Gerhardt Ahl (* 10. August 1912 in Potsdam; † 4. Mai 1967 in Frankfurt am Main) war ein deutscher Komponist.

## Leben
Ahl besuchte das Sternsche Konservatorium in Berlin und das staatliche Konservatorium für Musik in Königsberg in Preußen. Ab 1936 war er freischaffender Komponist beim Reichssender Königsberg und ab 1941 bis zur Schließung 1944 bei den Städtischen Bühnen Königsberg verantwortlich für die Bühnenmusik. 
Ahl wurde 1944 als Soldat eingezogen und geriet 1945 in russische Gefangenschaft, die bis 1950 andauerte. Danach arbeitete er für den Hessischen Rundfunk und wirkte u. a. bei der Musik von Fernsehsendungen wie Zum Blauen Bock oder Einer wird gewinnen mit.